# 愛媛県立長浜高等学校
愛媛県立長浜高等学校（えひめけんりつながはまこうとうがっこう）は、愛媛県大洲市にある高等学校である。通称は「長高（ながこう）」。
部活動に水族館部があり、生徒が運営する「長高水族館」でも知られる

## 沿革
- 1940年：長浜家政女学校として創立。
- 1945年：県立移管により愛媛県立長浜高等家政女学校となる。
- 1946年：高等女学校令による変更認可で愛媛県立長浜高等女学校となる。
- 1948年：愛媛県立長浜高等学校となる。
- 1999年：長浜町で「長浜まちなみ水族館」が開催され、校内に長高水族館がオープン[3]。
- 2019年：全国募集を開始。
- 2024年4月20日：長高水族館が校外の大洲市長浜保健センター内に移転[2]。

## 設置学科
全日制
- 普通科

2年次から商業系のビジネスコース、文系の総合コース、理系のサイエンススペシャルコース（通称：SSコース）に分かれる。

## 部活動
水族館部
長浜高校には日本の高校で唯一の水族館部があり、「長高水族館」の運営や水生生物の研究を行っている。2024年度時点、全校生徒の約6割にあたる95人が水族館部に所属している。
かつて長浜町には旧長浜町立の長浜水族館（1935年開館）があったが、1986年に老朽化のため閉館した。その後、町内で水族館復活の要望があった中、長浜高校では自然科学部（現：水族館部）が1998年の文化祭で海洋生物の水槽展示を行う。この試みが好評だったこともあり、翌1999年に長浜の町を水族館に見立てた「長浜まちなみ水族館」という取り組みが行われたのを機に、長浜高校で本格的に日本初の高校内水族館の運営が始まった。
水族館は校内で毎月1回一般公開していたが、2019年に生徒の全国募集が始まって以降、水族館部入部者が増加する一方、施設も手狭になり老朽化していた。そのため2024年4月20日に旧長浜町立長浜水族館があった場所と同じ大洲市長浜保健センター内に移転した。
3階建ての大洲市長浜保健センターのうち1階と2階を利用しており、1階で海洋生物、2階で淡水生物を展示している。入口に高さ約１メートル、幅約3メートルの水槽があり、マダイとホシザメを展示している。
長高水族館は毎月第3土曜午前11時から午後3時までの一般公開となっている（予約制）。
研究活動においては、2014年、1年生2人がスズメダイ科の熱帯魚であるカクレクマノミがイソギンチャクに刺されない一因を解明し、同年12月、日本学生科学賞で最高賞を受賞。2015年5月にはアメリカ合衆国で行われたインテル国際学生科学技術フェアに出場し、動物科学部門で優秀賞4等賞を受賞した。
受賞歴
- 2009年10月：第53回日本学生科学賞で「最優秀賞（県議会議長賞）」
  - 12月：第53回日本学生科学賞で中央審査「入選3等」
  - 12月：ジャパン・サイエンス＆エンジニアリング・チャレンジ「全国ベスト30」「JFEスチール賞」（生物分野では全国2位）
- 2010年1月：大洲市きらめき大賞
  - 10月：第54回日本学生科学賞で「最優秀賞（知事賞）」
  - 12月：第54回日本学生科学賞で中央審査「入選2等」
- 2011年12月：第55回日本学生科学賞で中央審査「環境大臣賞」
- 2014年：第58回日本学生科学賞で最高賞
- 2015年5月：インテル国際学生科学技術フェアで動物科学部門で優秀賞4等賞
- 2016年7月：国際学生発表大会「グローバル・リンク・シンガポール2016」で科学部門の特別賞
- 2019年4月:同部員たちが静岡県静岡市に本社を置く化粧品会社「エイビイエス」と共同で開発したクラゲよけクリームが発売[12]

その他の部活
- 陸上部
- 華道部
- 商業部
- バドミントン部
- 卓球部
- 放送部
- 吹奏楽部